# 1965 en sports équestres
Chronologie des sports équestres
- 1964 en sports équestres - 1965 en sports équestres - 1966 en sports équestres

Cet article présente les faits marquants de l'année 1965 en sports équestres.

## Événements

### Année
- 7e édition des championnats d'Europe de saut d'obstacles à Aix-la-Chapelle (Allemagne de l'Ouest).
- première édition du championnat de France de concours complet.
- première édition du championnat de France de dressage.
- 2e édition des championnats d'Europe de dressage 1965 à Copenhague (Danemark).
- 7e édition du championnat d'Europe de concours complet d'équitation 1965 à Moscou (URSS) qui est remportée par Marian Babirecki sur Volt en individuel et par l'équipe de l'URSS[1].